# Königreich Ava

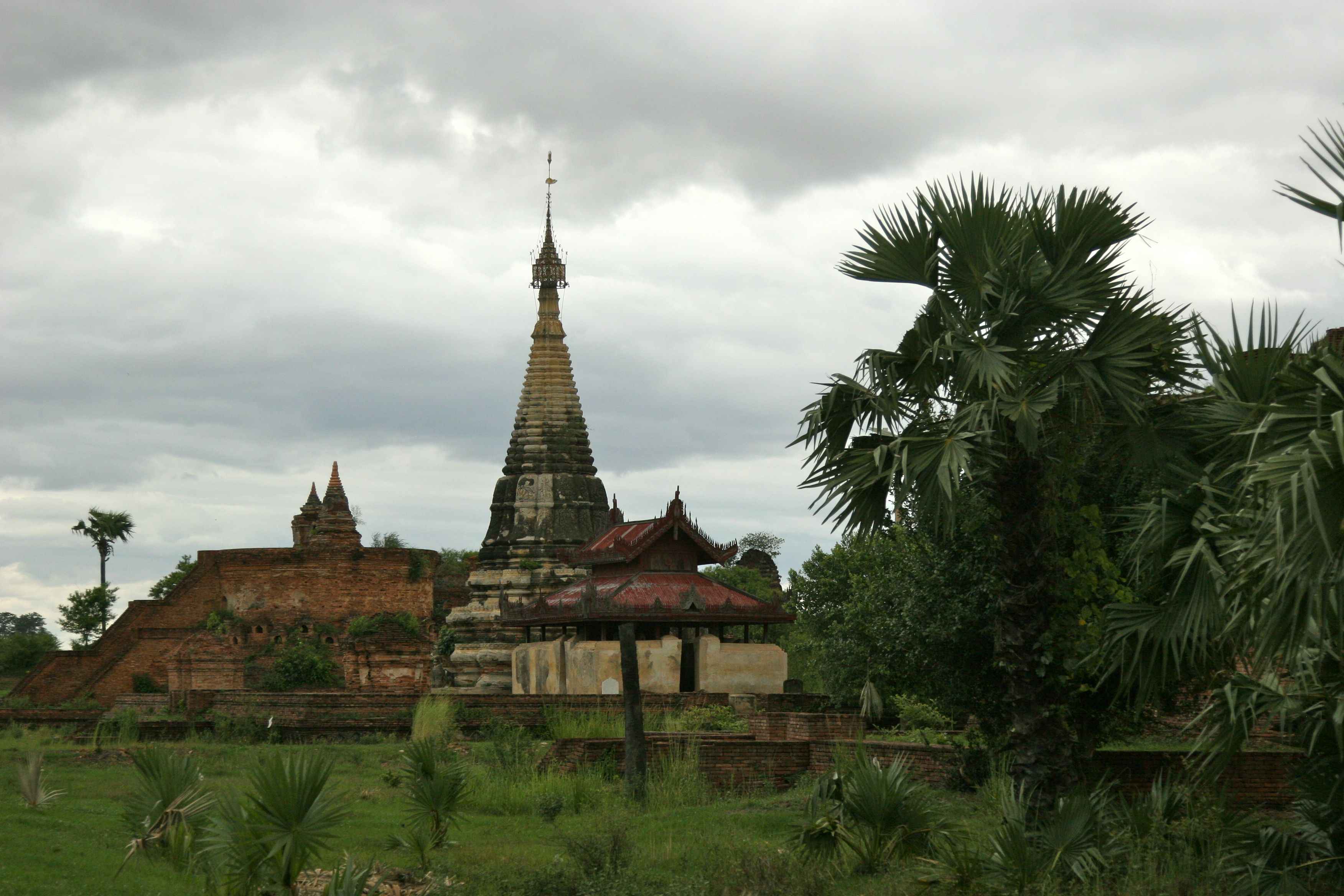
Ruinen der einstigen Hauptstadt Ava (Inwa)

Das Königreich Ava war ein Staat im heutigen Myanmar (Birma), benannt nach seiner Hauptstadt, dem heutigen Inwa. Im Rahmen des Mandala-Modells im vormodernen Südostasien variierte die Bedeutung und die Ausdehnung des von Ava aus beherrschten Gebiets im Laufe der Geschichte stark. Von seiner Gründung 1364 bis 1527 war Ava das vorherrschende Reich Oberbirmas, während Pegu Unterbirma dominierte. Später regierte die Taungu-Dynastie (1599–1613 und 1635–1752) und schließlich die Konbaung-Dynastie (1765–1783 und 1821–1842) von Ava aus weite Teile Birmas.

## Erste Ava-Dynastie (1364–1527)

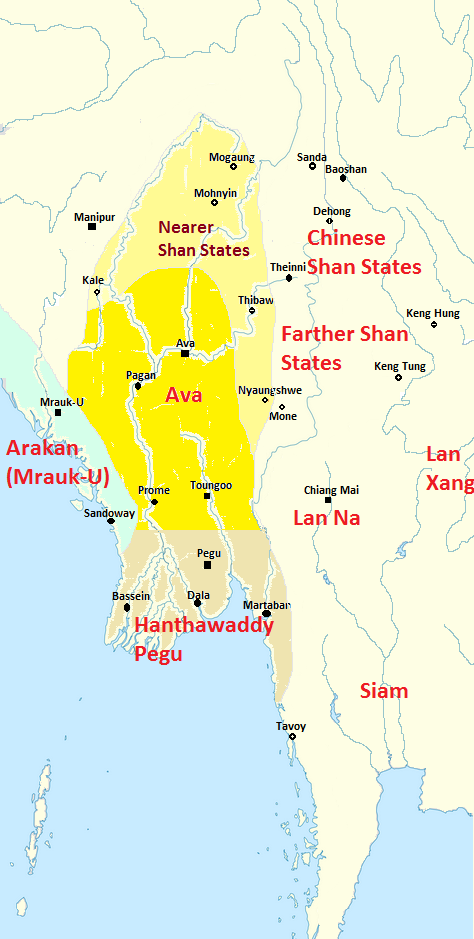
Einflusszonen in Birma um 1450

Nach dem Zerfall des Königreichs Bagan, das im 13. Jahrhundert weite Teile des heutigen Myanmar umfasste, bestanden in Zentralbirma die Königreiche Myinsaing, Pinya und Sagaing. Letzteres war in den 1350er- und frühen 1360er-Jahren von häufigen Angriffen der Shan betroffen. Thadominbya (1345–1367) war der Sohn einer Prinzessin von Sagaing und Gouverneur der nördlichen Stadt Tagaung. Er verlegte 1364 die Hauptstadt von Sagaing auf das andere Ufer des Irawaddy-Flusses und gründete damit das Königreich Ava. Die neue Hauptstadt lag am Zusammenfluss von Irawaddy und Myitnge, sodass sie von Natur aus auf drei Seiten von Wasser umgeben war. Aus Verteidigungsgründen ließ Thadominbya auf der vierten Seite einen Kanal graben, sodass die Stadt zur künstlichen Insel wurde.
Laut dem britischen Kolonialoffizier Arthur P. Phayre, der sich im 19. Jahrhundert mit der Geschichte Birmas befasste, stammte der Gründer Thadominbya von Shan-Fürsten ab. Die Dynastie von Ava wird daher zuweilen als eine Shan-Dynastie beschrieben. Der birmanisch-amerikanische Historiker Michael Aung-Thwin bezweifelt hingegen die Theorie der Shan-Herkunft Thadominbyas. Jedenfalls war die vorherrschende Kultur und Sprache in Ava die der Bamar, kein einziges Schriftstück der Ava-Periode wurde entdeckt, das in Shan-Sprache verfasst wäre. Das politische, gesellschaftliche, religiöse, Wirtschafts- und Rechtssystem Avas war weitgehend eine Fortsetzung des Reichs von Bagan. Thadominbya starb vier Jahre nach Gründung Avas an Pocken, hatte jedoch eine Reihe von fähigen Nachfolgern.
Zunächst koexistierte Ava friedlich mit dem Mon-Reich von Pegu, das eine Vormachtstellung in Unterbirma hatte. Das änderte sich, als Yazadarit von Pegu (r. 1385–1423) versuchte, seinen Herrschaftsbereich nach Norden auszudehnen. Als Blütezeit Avas gilt die Herrschaft Narapatis I., der von 1443 bis 1469 regierte. In dieser Zeit entstand die erste Literatur in birmanischer Sprache. Ava handelte mit Porzellan und Rubinen und unterhielt diplomatische Beziehungen zum China der Ming-Dynastie. Gegen Ende des 15. Jahrhunderts gewann Taungu, einer der von Ava beherrschten Stadtstaaten, zunehmend an Stärke. Dessen Gouverneur Mingyinyo gründete 1486 die spätere Taungu-Dynastie, während Avas Einfluss abnahm.

## Ava unter der Taungu-Dynastie (1527–1752)

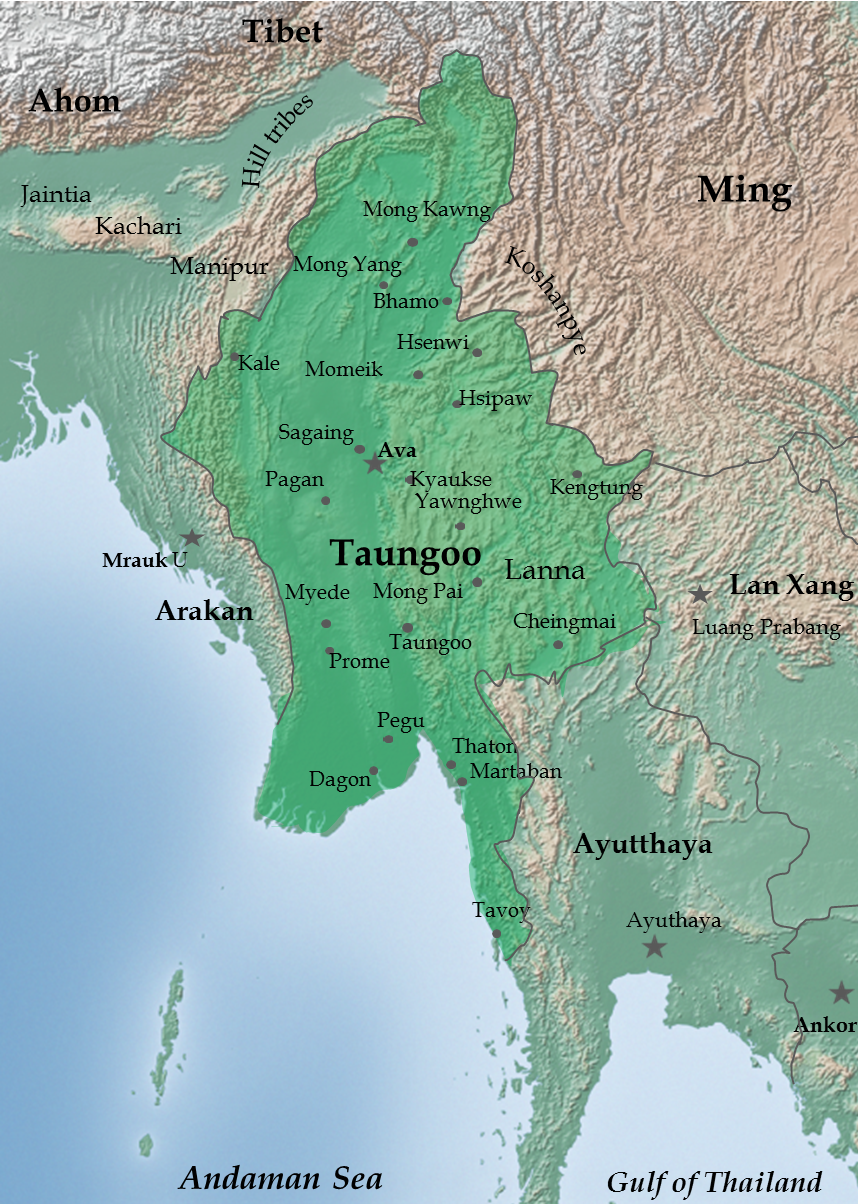
Einflussgebiet von Ava unter der zweiten Taungu-Dynastie (um 1650)

Die Hauptstadt wurde 1527 von Shan eingenommen, König Shwenankyawshin starb im Kampf. Anschließend zogen viele Untertanen, darunter fähige Verwaltungsfachleute, Militärs, Geistliche und Intellektuelle, nach Taungu, das die Vorherrschaft in Mittel- und Oberbirma übernahm sowie während der Herrschaft des Königs Tabinshwehti (r. 1530–1550) auch Unterbirma einnahm. Das Machtverhältnis kehrte sich um: Ava wurde vom vorherrschenden zu einem untergeordneten Zentrum. Die Taungu-Könige residierten ab 1539 in Pegu. König Bayinnaung unterwarf während seiner Herrschaft 1550–1581 weite Teile des südostasiatischen Festlands. Sein Reich zerfiel aber bald nach seinem Tod wieder.
Shin Thissa, ein Sohn Bayinnaungs mit einer seiner Nebenfrauen wurde 1581 Gouverneur von Nyaungyan (deshalb ging er als Nyaungyan Min in die Geschichte ein) und übernahm 1597 die Herrschaft in Ava. Da die Macht seines Halbbruders Nandabayin in Pegu schwand, wurde Ava faktisch unabhängig. Nach dem Fall Pegus und dem Tod Nandabayins ließ sich Nyaungyan Min zum neuen König von Birma krönen. Er behielt seine Residenz in Ava, sodass dies von neuem Hauptstadt von Birma wurde. Daher wird diese Phase auch als „zweite Ava-Dynastie“ bezeichnet, auch wenn ihre Herrscher genealogisch zur Taungu-Dynastie gehörten. Nyaungyans Sohn Anaukpetlun verlegte die Residenz 1617 wieder nach Pegu. Unter König Thalun (r. 1629–1648) wurde 1635 erneut Ava zur Hauptstadt gemacht. Die Mon von Pegu machten sich 1740 unabhängig und nahmen 1752 Ava ein. Sie verschleppten und töteten den letzten König dieser Dynastie, Mahadhammayazadi (r. 1733–1752).

## Ava unter der Konbaung-Dynastie (1752–1839)
In dieser Situation schwang sich der charismatische und militärisch erfolgreiche Dorfvorsteher von Shwebo, Alaungpaya, zum neuen Herrscher über Oberbirma auf und unterwarf zwischen 1755 und 1759 auch Unterbirma und die Shan-Staaten. Somit war Birma unter der Konbaung-Dynastie wieder geeint. Alaungpayas Sohn Hsinbyushin machte 1765 erneut Ava zur Hauptstadt. Sein jüngerer Bruder Bodawpaya kam 1782 nach einer Reihe blutiger Intrigen an die Macht. Er fand, dass der Palast mit Blut besudelt und daher entheiligt sei und verlegte die Residenz vom gut ausgebauten Ava in das wenige Kilometer nordöstlich gelegene, sumpfige Amarapura. Die Bevölkerung zwang er, ebenfalls umzusiedeln, die alte Hauptstadt wurde zerstört. Auch nachdem die Hauptstadt nach Amarapura verlegt war, wurde in westlichen Quellen weiter vom Königreich Ava geschrieben. Nach Bodawpayas Tod ließ sein Sohn Bagyidaw 1821 die alte Hauptstadt Ava wiedererrichten. 1839 wurde Ava bei einem schweren Erdbeben fast vollständig zerstört. Die Residenz wurde erneut in das nahegelegene Amarapura verlegt.